# Немея (Эсхил)
«Немея» (др.-греч. Νεμέα) — трагедия древнегреческого драматурга Эсхила (первая половина V века до н. э.), посвящённая мифам беотийского цикла. Её текст полностью утрачен.
Предположительно речь в пьесе идёт об одном из эпизодов похода Семерых против Фив. В городе Немея Семеро встретили Гипсипилу и учредили игры в память о её подопечном — мальчике Офельте, которого ужалила змея. Точных данных о сюжете нет, так как текст утрачен полностью. К беотийскому циклу Эсхила относятся также трагедии «Аргивяне, или Аргивянки» и «Элевсиняне» и сатировская драма «Керкион».